# 價值觀外交
價值觀外交、價值外交、價值取向外交、或價值導向外交（英語：Value Oriented Diplomacy or Value Diplomacy or Value-based Diplomacy），有時亦稱為原則外交（Principled Diplomacy）等，通常指奠基於尊重普世價值的外交政策方針，強調對自由、民主、人權、法治等基本權利（有時亦延伸至環保、和平、市場經濟等價值）的尊重。這種自由民主制國家的外交政策取向可表現在推動落實上述價值；支持實踐這些價值的國家或與其強化合作關係；建立「價值同盟」（Alliance of Values）；對抵觸上述價值的行動予以批判、施壓、或制裁（如經濟制裁等）；對缺乏上述價值的國家則推廣促進這些價值的生根發展等。民主和平論的多項研究即指出自由、民主、人權、法治與和平有著相輔相成的作用，民主國家的一切作為需尊重民意，共同分享自由民主制等價值觀的國家之間因內部權力監督制衡機制與尋求和平解決爭端的精神而較不容易發生武裝衝突。

## 美国

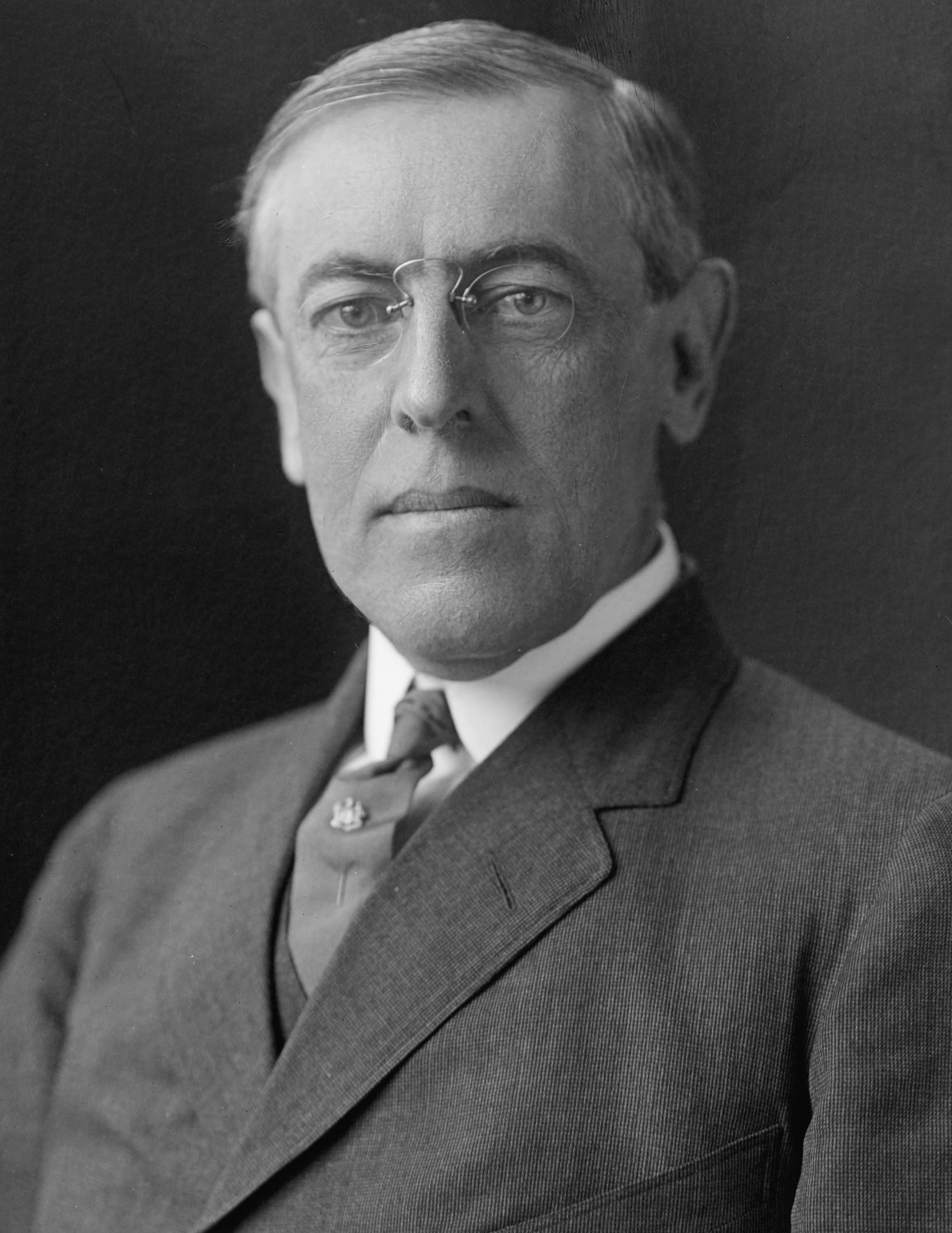
第一位出身政治學教授與大學校長的美國總統威爾遜

美國是世界上第一個立憲民主國家，歷屆經選舉產生之政府多少都將獨立宣言（凡人皆生而平等）、《美國憲法》（權力分立）、《美國權利法案》（言論自由、新聞自由、宗教自由、集會自由、請願自由等）與蓋茲堡演說（民有、民治、民享）、其他法案（如勞工權利）及《世界人權宣言》中所揭櫫之價值（The values captured in the Universal Declaration of Human Rights and in other global and regional commitments are consistent with the values upon which the United States was founded centuries ago.）融入其外交政策。美國國務院即表明促進世界各地的自由民主與人權保障是美國外交政策的核心。（Promoting freedom and democracy and protecting human rights around the world are central to U.S. foreign policy.）

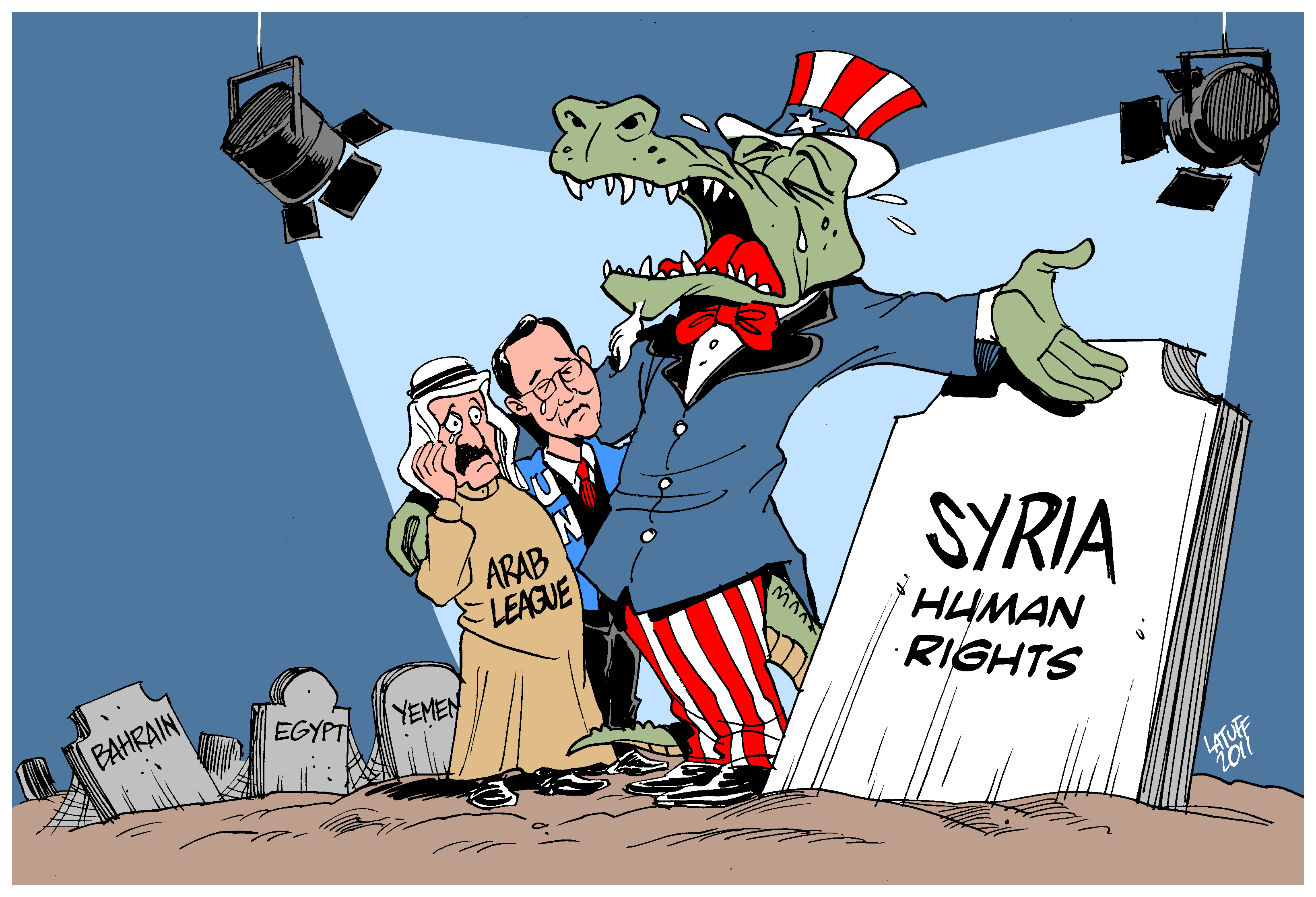
諷刺美國外交多重標準的漫畫，對特定國家嚴苛，對特定國家寬鬆

尤其在第一次世界大戰後，美國更是標舉相關精神，如具理想主義思想的伍德羅·威爾遜總統的十四點原則即強調民族自決等。其後的富蘭克林·羅斯福、哈瑞·杜魯門、約翰·甘迺迪、吉米·卡特、隆納·雷根、比爾·柯林頓、喬治·沃克·布希、巴拉克·歐巴馬等總統任內都提出重視民主制度與人道主義精神之對外政策。
2003年，美國總統小布希訪問英國時稱兩國人民有個「價值同盟」，設定彼此外交政策方向的是兩國最深的信念。由於珍視自身的公民權利，因而為他人的人權而挺身。（...the British and American peoples have an alliance of values... The deepest beliefs of our nations set the direction of our foreign policy. We value our own civil rights, so we stand for the human rights of others.）他在日本京都發表演說時亦強調促進自由民主價值與開放社會之重要性，提及日本、南韓與臺灣的民主發展歷程，並敦促中國、北韓及緬甸進行改革。
美國的影響力促進了菲律賓、南韓與臺灣等亞太國家在1980年代的民主化。美國在1989年六四天安門事件後提出一連串對中國的制裁措施。此後也開創了以「美中人權對話」的模式關注中華人民共和國人權。
美國國務院每年發表《国别人权报告》（United States' Country Reports on Human Rights Practices）。現有一位兼任總統西藏事務特別代表（President's Special Representative for Tibetan Issues）的平民安全暨民主人權次卿（Under Secretary for Civilian Security, Democracy, and Human Rights），其下設有民主人權暨勞工助卿（Assistant Secretary of State for Democracy, Human Rights, and Labor）與主管難民等事務之其他職務。美國國會參、眾兩院外交委員會也設有人權與民主事務的小組委員會。

## 欧洲联盟

對人權之尊重與捍衛是明載於歐洲聯盟《歐洲聯盟基本條約》、《里斯本條約》與《歐洲聯盟基本權利憲章》等文獻的核心價值，這項承諾亦適用於其對外政策。歐盟成員國也在中國軍事鎮壓八九民運後對中國實施武器禁運。歐盟自1997年開始與中國進行人權對話。2007年5月，由歐盟與中國代表在柏林舉行人權對話時，德國與會代表拒絕中國的要求，不同意在會議時排除香港非政府組織，導致會議流產。

## 德国

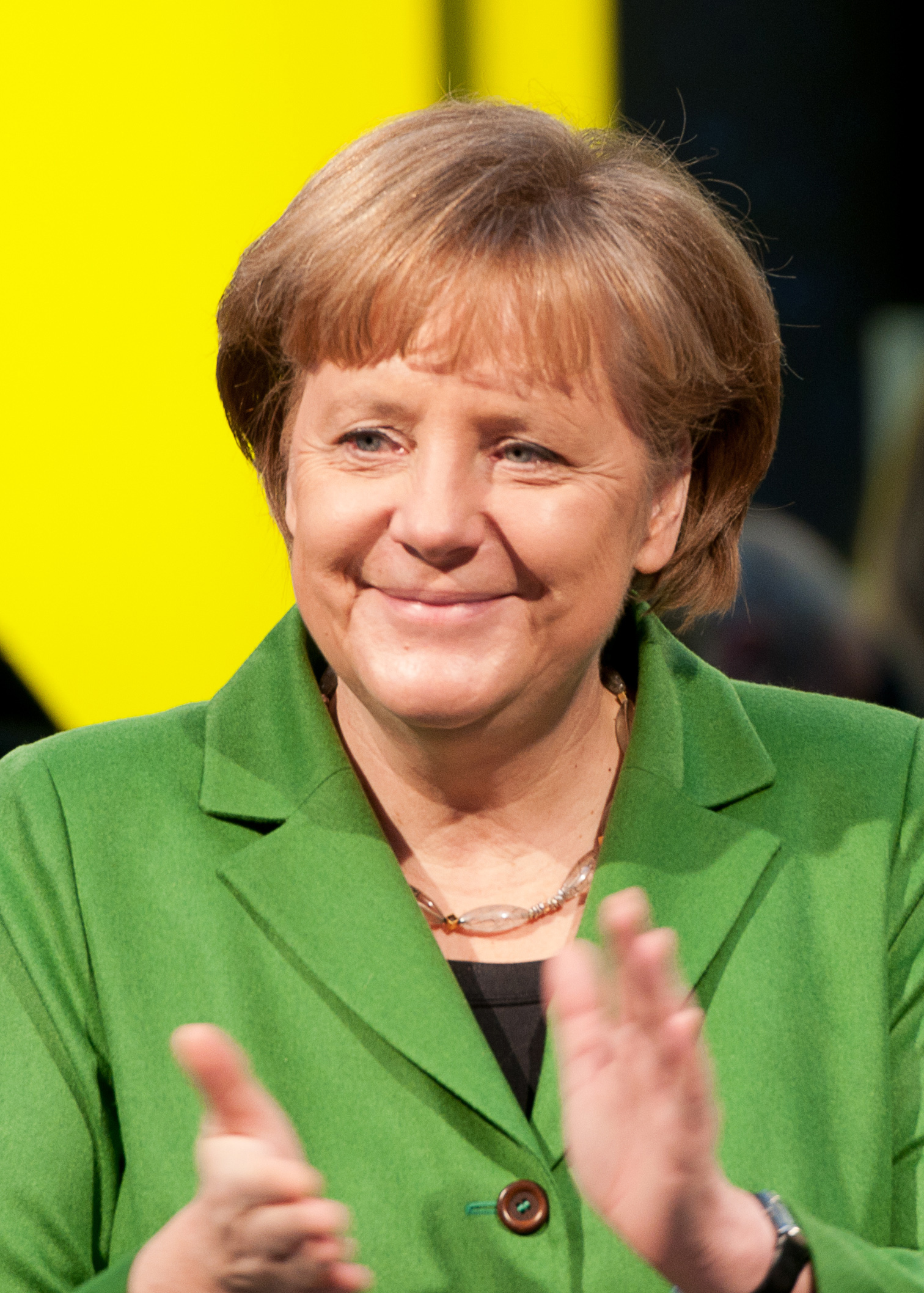
德國首位女總理梅克爾

出身共產主義東德、1989年柏林圍牆被拆之後投身民主運動、於2005年成為德國總理的梅克爾標舉「新自由主義」，強化與美國等民主陣營國家關係，強調「價值觀外交」（value diplomacy）與「原則外交」（principled diplomacy），包括對俄羅斯與中國等人權紀錄差（poor human rights records）的國家。
她在2007年9月21日在總理官邸會見西藏精神領袖第十四世達賴喇嘛表示支持西藏文化自治，是現任總理正式會見達賴之首次。雖面臨中國政府之威脅，梅克爾在接受德國媒體採訪時針鋒相對地表示：「我是德國總理，我有權決定在哪裏和誰見面。不會因為對華貿易關係而在原則問題上妥協讓步。」她的幕僚在「世界報」強調，接見達賴正是「價值導向」外交的展現，如果退讓，就得不到中國的尊重。梅克爾於2008年3月藏區流血衝突發生之際即表示未來還會再接待到訪的達賴喇嘛。
梅克爾在德國國會發表施政報告時表示，德國的外交和安全政策建立在價值上，因此伸張人權和捍衛經濟利益其實是一體兩面，本身並不矛盾。建立於價值的外交，有助於提昇德國的聲望。她說，不論在中東、伊朗或柯索伏等外交事務上，德國正是因為採取這種「價值導向」的策略，才贏得國際聲望，值得所有國民驕傲。梅克爾在接受訪問時也重申：在對外政治，我們不容普世原則與經濟利益相互衝突。
德國總統克勒於2007年出訪中國前，也接見了國際特赦組織代表，詢問中國人權"受迫害"的情況，克勒在會見中國領導人時也主動當面提出關注中國人權問題。
2007年10月，執政的基督教民主聯盟、基督教社會聯盟通過一份亞洲政策文件，阐述了外交政策中更多价值取向的重要性。该文件讚揚日本、印度、南韓是民主體制最鞏固的亞洲國家，应加强與同享「共同價值」的亞洲國家的雙邊關係，並與美國及澳洲合作。不民主、也不自由的中國成功崛起，與辛巴威、蘇丹、緬甸、委內瑞拉等國拓展關係，不顧環保和人權的標準貸款給發展中國家，不僅與歐洲的利益相衝突，也為大西洋兩岸的民主體制帶來挑戰。該黨的外交發言人說，中國拿全世界最高的外匯存底來製造飛彈和射下衛星，實在沒有必要每年援助中國六千八百萬歐元、拿德國納稅人的錢來幫助中國解決內陸的貧窮問題。为防止在人权辩论中中国做出反西方的「条件反射」，绿党建议将目光集中在违反中国本国法律的现象上，并指出中国国内的重重矛盾。绿党警告道，不可以借口"对华政策是欧洲政策"，在两国之间的交往中忽略人权议题。
梅克爾訪問中國時總會要求會見中國公民社會的代表或意見領袖，對中國的人權和言論自由等問題表示關注。曾與梅克爾會面的北京媒體人表示她不是那種簡單地拿錢（可以）收買的西方政客﹐她還想着在推動中國民主化方面要有所表示，這也是她被欣賞、受人尊敬之處。2012年，梅克爾兩天的訪中行程原包括親自造訪現有體制內較開放敢言的廣州媒體《南方週末》編輯部，被視作她對民主自由等理念的鼓勵，也是她價值外交的體現。但此計畫因提前曝光而遭當局以「業務繁忙，無力接待」為由取消。梅克爾在出訪前接受非官方媒體的《南週》採訪﹐其做法與美國總統歐巴馬2009年訪中時點名只接受《南週》採訪（雖然採訪提問需事先得到中共審批）如出一轍。
2016年3月下旬，德國總統高克先在德國駐北京大使館與獨立記者高瑜的律師莫少平與尚寶軍等會面；之後在上海對大學生演講時強調人權與自由的重要性。他以自身經驗譴責前東德共產政權剝奪人民自主權，沒有自由、平等與秘密的公開選舉，批評共黨政權讓民眾噤聲並羞辱與領袖唱反調的人，政府缺乏公信力，與民眾間互不信任，大多數人民不快樂也不自由，整個體制缺乏正當性。高克同時著重工會的重要性，而中國惟一的工會還掌控在政府手中。高克也強調學術自由，「大學要作為一個研究不受干擾、討論自由坦誠的地方，自由是珍貴之寶。」高克也表達德國對中國公民社會近來發生的一些事的擔憂。法國國際廣播電台報導德國媒體對高克的演說讚譽有加，認為是「包裝精美的嚴厲批評」。

## 挪威
挪威的價值外交則主要表現在參與海外的和平維持與重建等行動。

## 日本

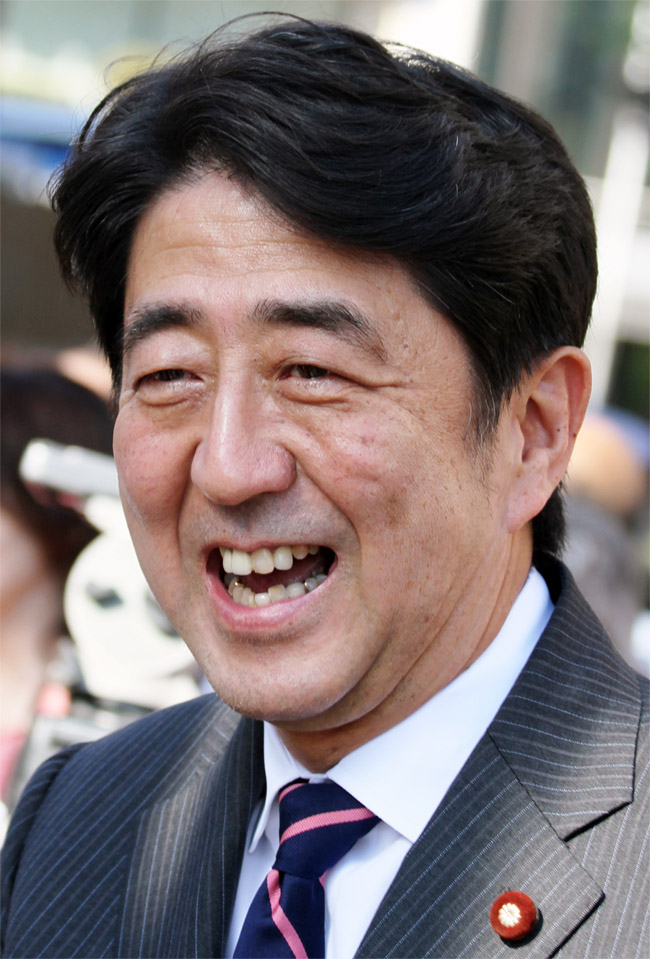
兩度組閣的安倍晋三

日本首相安倍晋三與麻生太郎自2006年起所倡議自由與繁榮之弧，是強調與和日本同樣具有尊重自由、民主、人權、法治、市場經濟等基本價值的國家強化合作的外交政策。麻生太郎任外相期間出版過《自由與繁榮之弧》一書，揭示日本外交應推進的方向和遠景，主張應在國際上爭取同屬追求自由、民主的價值同盟。這項構想被外界認為隱含有聯合自由民主制國家以抗衡、牽制、圍堵中國、俄羅斯等國之意涵。
安倍與麻生兩人訪問臺灣時都表示日本與臺灣是有自由民主、基本人權以及法治社會等共同價值的友好夥伴，形成現在密切的臺日關係。
安倍首相於2013年1月訪問印度尼西亞時與總統尤多約諾舉行聯合記者會，發表了與東南亞國協共同努力深化並普及自由、民主、基本人權等普遍價值觀、海洋要靠法治及規則來管理、共同保護亞洲的多種文化與傳統等對東盟外交政策的五項原則，以強化區域安定與發展。
外務大臣岸田文雄於2013年1月31日在致交流協會成立40周年紀念之賀辭表示：「支撐起日台間深厚友誼與信賴關係的正是民主、自由、和平等共同的基本價值觀。台灣民眾在這40年間，實現了令人印象深刻的經濟發展與政治民主化，也深植了公平與公正的政治制度，作為同樣擁有這些基本價值觀的我國亦對此甚為欣喜。」

## 中華民國（臺灣）

### 李登輝政府

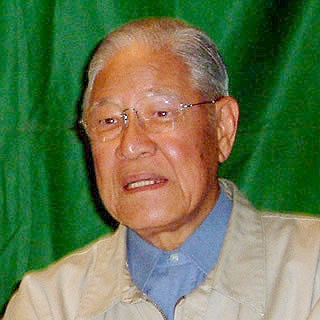
臺灣第一位民選總統李登輝

中華民國總統李登輝於1995年6月成為中華民國（臺灣）第一位訪問美國的現任國家元首，他在其母校康奈尔大学發表題為「民之所欲，長在我心」的演說，當中強調「我們隨時準備伸出援手，我們亟盼與各國分享民主的勝利果實。」宣揚臺灣的民主成就與對國際社會的實質貢獻。2005年，李登輝前總統再次訪問美國華府國會山莊、紐約、洛杉磯等地，提出自由民主國家應加強團結合作、共同對抗威脅亞太安全之共產制度與軍事霸權崛起的「亞洲的自由戰略」主張。他期待美國與印、日、台、韓等國建立戰略聯盟，唯有發展並鞏固自由民主國家的全球與區域合作，支持中國人民爭取自由民主人權，幫助中國改革政治、走向民主，才能使中共政權終結其奴役壓迫制度、尊重人類的普世價值，與亞洲國家一同走上自由、民主、和平之路。

### 陳水扁政府
總統陳水扁於2002年指出，亞太地區國家絕大多數已經選擇民主制度，民主的擴大與鞏固是促進和平與發展及全球自由民主普世價值的穩定基石。台灣做為全球第三波民主化的典範，願強化與先進民主國家與亞太民主國家的合作基礎，塑造「美日台三邊民主國家」夥伴關係及「亞洲民主同盟」關係，建立民主合作機制與亞太民主社群，對持續深化鞏固亞洲新興民主及促進亞洲大陸（尤其是中國）的民主化做出貢獻。他重申安全、民主和經濟是確保亞太地區和平與繁榮的三個主要「錨」，台灣將透過文化與教育將民主價值深植民心，並本著「人權立國」的理念使台灣的人權標準與先進國家同步，對鞏固國際民主社會進行回饋與貢獻。
陳水扁於2004年5月的《總統就職演說》中表示：「長久以來，台灣與美、日及許多國際友邦的友誼基礎，不僅在於維護共同的利益，更重要的是建立在自由、民主、人權與和平的『價值同盟』關係。...過去這幾年，我們籌設民主太平洋聯盟、成立民主基金會，積極參與國際非政府組織，與地球村的其他成員共同分享並維護自由、民主、人權的普世價值。」外交部長陳唐山於同年在美國以「台灣民主化與美國精神的價值同盟」為題演說時再度強調「台灣願意在自由、民主、人權與和平等普世價值的追求上，與友邦建立『價值同盟』關係」。
行政院院長游錫堃於2004年10月於「台日論壇2004年台北會議」致詞時表示「臺、日、美同為崇尚民主、自由、人權的國家，三國在此一共同基礎上一向維持良好互動與密切關係。為確保東北亞的和平與穩定，臺、日、美三方『價值同盟』的緊密合作實屬必要，安全必須獲得保障，經濟始能繁榮發展。美國與日本之間已有《美日安保條約》，我與美國之間則有《臺灣關係法》，此二項機制已經提供臺、日、美在安保方面的合作平臺，三方應藉此建立安全對話管道，加強反恐合作並鞏固區域安全。」

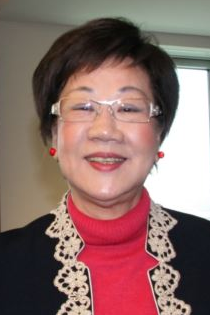
中華民國第一位女性副總統呂秀蓮

2005年5月，中華民國副總統呂秀蓮在國立政治大學國際事務學院演講時表示：「廿一世紀是國民主權的時代，由人民來決定一切...台灣的外交，應是價值外交...我要提出的是『價值外交』。我們要讓全世界看清楚，我們的價值、我們的立國價值是跟全世界主流國家一致的，我們代表主流價值...更重要的是，台灣跟美國、歐美國家有同樣的價值，我用的是soft power柔性力量，至少包括人權、民主、和平，我把『愛心』都放進去，再加上科技發展...我們台灣打的是柔性的力量，我們是和平、合作、分享，我們的人權、民主、和平...我們的宗旨是DPP，不是民進黨，而是民主（democracy）、和平（peace）、繁榮（prosperity），誰能拒絕民主、和平、繁榮？沒有民主、和平就沒有真正的繁榮，所以DPP是一個核心價值。」
總統陳水扁在授勳給教廷前外長陶然樞機主教以表彰他多年來提升台灣與教廷邦誼的友好合作關係時表示：「台灣與教廷是價值同盟，對於民主、人權、自由與和平有共同的信仰，並期盼雙方的價值伙伴關係可以永遠持續下去。」
外交部2005年度及爾後迄今的施政重點也表明「致力與美、日、歐盟及國際友邦建立自由、民主、人權與和平的『價值同盟』夥伴關係及經濟共榮的『策略聯盟』關係」。外交部也說明「在1990年代以後，臺灣靠著深耕民主與人權的獨特經驗受到國際社會的肯定，以『臺灣經驗』為核心的『普世價值外交』更成為我國參予國際社會、與國際接軌的重要策略。」
陳水扁總統於2007年對緬甸軍政府鎮壓事件表達譴責後，副總統呂秀蓮在總統府召開「聲援緬甸民主化座談會」，集合國內外民間團體力量，在民主太平洋聯盟架構下成立「太平洋聲援緬甸民主化網絡」（Pacific Network for Democracy in Burma），提供台灣民主化的經驗及人道救援，協助緬甸早日走向民主化。
外交部部長黃志芳亦表示：「民主、自由與人權是我核心價值，我外交工作亦是依循此核心價值進行推動...成立『全球新興民主論壇』，呼籲全球『民主社群』成員共同協助、促進包括中國在內等非民主國家揚棄威權體制包袱...邀請南韓、蒙古、薩爾瓦多、波蘭及南非等五個新興民主國家卸任元首共同主持開幕儀式。」

## 大韓民國
2008年4月，韓國總統李明博與美國總統喬治·沃克·布希在華府舉行的記者會上以自由、民主主義、人權、市場經濟價值和信賴為基礎建立新的韓美關係為目標提出了「21世紀韓美戰略同盟」，這一概念的三個核心部分是：價值同盟、信任同盟和構建和平同盟。

### 引用
1. 1 2  Cathal J. Nolan., Principled diplomacy : security and rights in U.S. foreign policy （页面存档备份，存于）, 1993
2. 1 2  Cultural relations and value-based diplomacy: When human rights meet cultural relations and foreign policy （页面存档备份，存于）, More Europe: External Cultural Relations
3. ↑  李明峻, 冷戰後的日本對中政策 （页面存档备份，存于），《台灣國際研究季刊》，2009/秋季號，頁51-72
4. 1 2  陳總統推動亞洲民主同盟 的存檔，存档日期2013-10-21.，自由時報, 2002年8月27日
5. 1 2  阿扁：願助大陸民主化 （页面存档备份，存于）, BBC中文網, 2002年08月26日
6. ↑  Bureau of Democracy, Human Rights, and Labor （页面存档备份，存于）, State Department
7. ↑  Assistant Secretary Posner on Human Rights Diplomacy （页面存档备份，存于）, State Department, 17 June 2011
8. ↑  Remarks by the President at the Acceptance of the Nobel Peace Prize 的存檔，存档日期2009-12-13., 白宮, December 10, 2009
9. ↑  Bush's Speech at Whitehall Palace （页面存档备份，存于）, FoxNews, November 19, 2003
10. ↑  President Discusses Freedom and Democracy in Kyoto, Japan （页面存档备份，存于）, White House, November 16, 2005
11. ↑  The West Condemns the Crackdown （页面存档备份，存于）, New York Times, June 05, 1989
12. ↑  Jun 4, 1989: Tiananmen Square massacre takes place （页面存档备份，存于）, History Channel
13. ↑  Under Secretary for Civilian Security, Democracy, and Human Rights （页面存档备份，存于）, State Department
14. ↑  Human Rights: the“silver thread”in Europe's foreign policy （页面存档备份，存于）, 欧洲联盟, 06/01/2012
15. 1 2  德國‧總統23日訪中國料提人權 （页面存档备份，存于），星洲日報, 2007-05-22
16. ↑  吳惠林, 台商投資中國的回顧與展望 （页面存档备份，存于）, 台灣新世紀文教基金會 （页面存档备份，存于）主辦「2008新政府政策建言系列」座談會, 2008/5/24-25
17. 1 2  從默克爾對華外交中吸取“教訓” 的存檔，存档日期2015-07-01.，朝鮮日報, 2007.12.17
18. 1 2  It's Principles vs. Profits in Dealing With China （页面存档备份，存于）, Chosun Ilbo, 2007.12.17
19. ↑  Merkel defends her policy on Russia and China （页面存档备份，存于）, New York Times（紐約時報）, November 21, 2007
20. ↑  The West Is Mainly Interested in Scoring Points against China （页面存档备份，存于）, SPIEGEL（明鏡周刊）, April 14, 2008
21. ↑  對中國的政策主張應符合民意 （页面存档备份，存于），自由時報, 2007-12-03
22. ↑  梅克爾接見達賴展現德國價值外交 （页面存档备份，存于），中央通訊社, 11/28/2007
23. ↑  绿党要求对华政策协调一致 （页面存档备份，存于），在線報導, 14.05.2012
24. ↑  德執政黨提亞洲政策視中國為競爭對手 （页面存档备份，存于），中央通訊社, 10/28/2007
25. ↑  德國總理或訪《南週》推價值外交 （页面存档备份，存于），美國之音, 01.02.2012
26. ↑  訪華3天最受矚目活動‧德總理將訪《南周》 （页面存档备份，存于）, 星洲日報, 2012-02-02
27. ↑  德總統訪中踢館 批共黨踐踏人權 （页面存档备份，存于）, 自由時報, 2016-03-25
28. ↑  德國總統高克訪問同濟大學演講稿 （页面存档备份，存于）, 多聯新聞, 2016-03-24
29. ↑  Kristian Stokke, Discursive constructions and institutional practices of Norway's peace engagement[永久], 2011
30. ↑  Kristian Stokke, Peace Engagement as Small-State Geopolitics: Norway's Discourses and Strategies of Peacebuilding in a Changing International Context[永久], 2011
31. ↑  Viggo Andreas Natvig Næss, Value-diplomacy or Realism? : An Analysis of Norwegian Legitimation for Participation in International Military Operations, 2010
32. ↑  羅福全：台日友好關係不受影響 的存檔，存档日期2013-10-21.，自由時報, 2007年9月13日
33. ↑  Japan vows proactive agenda, revival of Aso's value-oriented diplomacy （页面存档备份，存于）, Kyodo News International, Inc.（共同通訊社）, January 27, 2009
34. ↑  The Deepening of the Japan-US Alliance （页面存档备份，存于）, nippon.com, 2012.02.02
35. ↑  聯印制中日擘畫大亞洲 的存檔，存档日期2012-10-20.，自由時報, 2007年8月23日
36. ↑  「自由與繁榮之弧」需要台灣 的存檔，存档日期2013-09-26.，自由時報, 2007年9月6日
37. ↑  小泉派推小池百合子角逐日相 的存檔，存档日期2013-10-20.，中央通訊社, 2008/9/4
38. ↑  日本外相將先後訪問東南亞及美國, BBC中文網, 2013年1月9日
39. ↑  章家敦, Japan's Values Diplomacy （页面存档备份，存于）, World Affairs, 7 January 2013
40. ↑  安倍晉三：羽田松山直航對亞洲穩定有益 的存檔，存档日期2013-10-20.，中央廣播電臺Radio Taiwan International, 2010/10/31
41. ↑  亞太區域安全會議　重申台灣重要性[永久]，台灣教會公報, 2011-09-16
42. ↑  來台慶賀　麻生：不受一中影響 （页面存档备份，存于），臺灣時報, 2011-10-11
43. ↑  安倍發表對東盟外交政策新的五項原則 （页面存档备份，存于），共同社, 2013-1-18
44. ↑  安倍訪印尼公布外交5原則[永久]，自由時報, 2013/1/18
45. ↑  岸田外務大臣致交流協會成立40周年紀念之賀辭 （页面存档备份，存于），日本交流協會, 2013年1月31日
46. ↑  〈= 總統李登輝訪美國康乃爾大學，臺灣民主受推崇[永久]，行政院新聞局
47. ↑  民國84年李登輝總統於康乃爾大學歐林講座發表演講 （页面存档备份，存于），國家圖書館 (中華民國)
48. ↑  對抗霸權李登輝提亞洲自由戰略 的存檔，存档日期2013-10-21.，自由時報, 2005年10月23日
49. ↑  李登輝敘舊之旅美好外交大突破[永久]，新台灣新聞周刊, 2005/10/27
50. ↑  總統接見參加「美日台三邊戰略對話」與會學者 （页面存档备份，存于），中華民國總統府, 2002年08月21日
51. ↑  陳水扁：美日台應建立「自由貿易區」　調整對威權中國經貿政策, Nownews, 2002/08/21
52. ↑  中華民國第十一任總統副總統就職慶祝大會 （页面存档备份，存于），中華民國總統府, 2004年05月20日
53. ↑  台灣民主化與美國精神的價值同盟 的存檔，存档日期2013-10-26.，中華民國外交部, 2004年6月22日
54. ↑  陳部長赴美參訪 （页面存档备份，存于），外交部通訊, 2004年
55. ↑  院長出席「台日論壇二○○四年台北會議」致詞稿 的存檔，存档日期2013-10-20.，行政院新聞局, 2004/10/3
56. ↑  游揆挺日邁向正常國家 （页面存档备份，存于），蘋果日報 (台灣), 2004年10月04日
57. ↑  呂秀蓮政大演講全文 （页面存档备份，存于），東森新聞報, 2005/5/16
58. ↑  呂秀蓮談兩岸一中、九二共識和憲法一中 （页面存档备份，存于），南方快報, 2005/5/16
59. ↑  總統頒授教廷陶然樞機主教「大綬景星勳章」 （页面存档备份，存于），中華民國總統府, 2005年11月25日
60. ↑  外交部主管九十四年度施政及預算重點說明 的存檔，存档日期2013-10-26.，中華民國外交部
61. ↑  外交部中程施政計畫（98至101年度） 的存檔，存档日期2013-10-26.，中華民國外交部
62. ↑  外交部長之外交言論摘錄 （页面存档备份，存于），中華民國外交部, 2010年
63. ↑  如何提升國人之國際觀及對我外交事務之關注與瞭解 的存檔，存档日期2013-10-26.，中華民國外交部
64. ↑  副總統召開「聲援緬甸民主化座談會」 （页面存档备份，存于），中華民國總統府, 2007年10月1日
65. ↑  部長序言 （页面存档备份，存于），中華民國95年外交年鑑
66. ↑  韓美峰會：追求共同利益聯手應對全球問題 的存檔，存档日期2016-03-05.，朝鮮日報中文網, 2008.04.21